# Велика Михайловка
Велика Михайливка (на украински: Велика Михайлівка) е селище от градски тип в Южна Украйна, Роздилнянски район на Одеска област. Основано е през 1797 година. Населението му е около 5841 души.